# Universidad de Filipinas Los Baños
La Universidad de Filipinas Los Baños, (en inglés: University of the Philippines Los Baños, en filipino: Unibersidad ng Pilipinas Los Baños) también conocida como UP Los Baños, o coloquialmente, Elbi, es una universidad pública de investigación ubicada en las ciudades de Los Baños y Bay, en la provincia de Laguna, a unos 64 kilómetros al sureste de Manila. Tiene sus orígenes en el UP College of Agriculture (UPCA), fundado en 1909 por el gobierno colonial estadounidense para promover la educación e investigación agrícola en Filipinas. El botánico estadounidense Edwin Copeland fue su primer decano. La UPLB se estableció formalmente en 1972 después de la unión de la UPCA con otras cuatro unidades de la Universidad de Filipinas (UP) con sede en Los Baños y Ciudad Quezón
La universidad ha desempeñado un papel influyente en la agricultura y la biotecnología de Asia, debido a su trabajo pionero en el fitomejoramiento y la bioingeniería, particularmente en el desarrollo de cultivos de alto rendimiento y resistentes a las plagas. En reconocimiento a su labor recibió el Premio Ramón Magsaysay a la Comprensión Internacional en 1977. Nueve centros de investigación son reconocidos como Centros de Excelencia por decreto presidencial. La UPLB alberga varios centros de investigación locales e internacionales, incluido el Instituto Internacional de Investigación del Arroz (IRRI), el Centro de la ASEAN para la biodiversidad, el Centro Mundial de Agroforestería y el Centro Regional del Sudeste Asiático para Estudios de Posgrado e Investigación en Agricultura (Searca). 
La UPLB ofrece más de cien programas de grado en diversas disciplinas a través de sus nueve colegios y dos escuelas. A partir del año académico 2012-2013, la Comisión de Educación Superior (CHED) ha acreditado nueve unidades académicas como Centros de Excelencia y dos como Centros de Desarrollo, dando a la UPLB el mayor número de Centros de Excelencia (unidades académicas y de investigación combinadas) entre todas las universidades del país.
Los alumnos de la UPLB han sido reconocidos en una amplia gama de campos. Incluyen a trece científicos galardonados con el título de Científicos Nacionales de Filipinas, miembros del Grupo Intergubernamental de Expertos sobre el Cambio Climático de las Naciones Unidas (IPCC, ganador conjunto del Premio Nobel de la Paz 2007), ganadores del Premio Palanca, así como líderes políticos y empresariales. 